# Отношение направленных отрезков
Отноше́ние напра́вленных отре́зков — инвариант аффинной геометрии.
Используется в формулировках теоремы Менелая, теоремы Чевы, теоремы Ван-Обеля и других.

## Определение
Отношение направленных отрезков определено для двух отрезков {\displaystyle XY} и {\displaystyle ZT} на одной прямой (или на параллельных прямых) и обозначается {\displaystyle {\frac {XY}{ZT}}}.
С точностью до знака оно равно отношению длин {\displaystyle {\frac {|XY|}{|ZT|}}}, и величина {\displaystyle {\frac {XY}{ZT}}} положительна, если {\displaystyle {\overrightarrow {XY}}} и {\displaystyle {\overrightarrow {ZT}}} сонаправлены, и отрицательна, если противонаправлены. Другими словами, величина {\displaystyle {\frac {XY}{ZT}}} определяется как число, удовлетворяющее следующему соотношению:
{\displaystyle {\overrightarrow {XY}}={\frac {XY}{ZT}}\cdot {\overrightarrow {ZT}}.}

### Связанные определения
Если три точки {\displaystyle X,Y,Z} лежат на одной прямой, то отношение направленных отрезков {\displaystyle {\frac {XY}{YZ}}} называется также простым отношением точек {\displaystyle X,Y,Z}; оно положительно если {\displaystyle Y} лежит между {\displaystyle X} и {\displaystyle Z} и отрицательно если {\displaystyle Y} лежит вне отрезка {\displaystyle XZ}.

## Свойства
- Отношение направленных отрезков является инвариантом аффинных преобразований.